# Золдер
Золдер (нидерл. Circuit Zolder) — гоночная трасса в Бельгии. На этой трассе в 1973—1984 годах проводился Гран-при Бельгии Формулы-1. В настоящее время на трассе проводятся гонки «младших» кольцевых серий автоспорта. В 2007 году на трассе «Золдер» прошёл этап серии ChampCar.
В 1984—1994 годах трасса принимала этапы ДТМ. Новый ДТМ приезжал на трассу в 2002, 2019 и 2020 годах.
Автодром был построен в 1963 году и принимал 10 Гран-при Формулы-1. Автодром «Золдер» часто вспоминают в связи с инцидентом, случившимся в 1982 году, в котором погиб Жиль Вильнёв.

## Конфигурация
| Версия | Длина (м) | Гран-при            | Рекорд круга в квалификации       |
| Версия | Длина (м) | Гран-при            | Рекорд круга в гонке              |
| ------ | --------- | ------------------- | --------------------------------- |
| 1973   | 4 220     | 1 (1973)            | 1:22,46 (1973, Ронни Петерсон)    |
| 1973   | 4 220     | 1 (1973)            | 1:25,42 (1973, Франсуа Север)     |
| 1975   | 4 262     | 9 (1975—1982, 1984) | 1:14,846 (1984, Микеле Альборето) |
| 1975   | 4 262     | 9 (1975—1982, 1984) | 1:19,294 (1984, Рене Арну)        |

## Победители Гран-при Бельгии на трассе «Золдер»
| Год  | #  | Гонщик           | Машина        | Отчёт |
| ---- | -- | ---------------- | ------------- | ----- |
| 1984 | 31 | Микеле Альборето | Ferrari       | Отчёт |
| 1982 | 29 | Джон Уотсон      | McLaren-Ford  | Отчёт |
| 1981 | 28 | Карлос Ройтеман  | Williams-Ford | Отчёт |
| 1980 | 27 | Дидье Пирони     | Ligier-Ford   | Отчёт |
| 1979 | 26 | Джоди Шектер     | Ferrari       | Отчёт |
| 1978 | 25 | Марио Андретти   | Lotus-Ford    | Отчёт |
| 1977 | 24 | Гуннар Нильссон  | Lotus-Ford    | Отчёт |
| 1976 | 23 | Ники Лауда       | Ferrari       | Отчёт |
| 1975 | 22 | Ники Лауда       | Ferrari       | Отчёт |
| 1973 | 20 | Джек Стюарт      | Tyrrell-Ford  | Отчёт |